# Symfonie nr. 9 (Tüür)
Erkki-Sven Tüür voltooide zijn Symfonie nr. 9, Mythos in 2017.
Het werk werd geschreven in opdracht van de regering van Estland, die daarmee luister wilde bijzetten bij het 100-jarig bestaan van onafhankelijk Estland. Tüür haalde inspiratie uit alle mythologie (Mythos), waarbij bijna altijd op de achtergrond de wil tot onafhankelijkheid aanwezig is. Met name verwees hij naar de Fins-Oegrische mythe in de vorm van een vogel. Op achtergrond spelen ook de plaatselijke verhalen over de onafhankelijke staat een rol, maar Tüür meldde dat het toch voornamelijk een abstract werk is. De symfonie start vanuit donkere klanken, die de componist ook wel vergeleek met de oerknal. Hij verwees nog wel naar veranderende landschappen, wervelwinden en horizonten, maar specifiek werd het niet.
Het werk ging in première in het Bozar in Brussel en wel op 18 januari 2018; het Ests Festival Orkest stond onder leiding van dirigent Paavo Järvi, aan wie het werk is opgedragen. Järvi was sinds de oprichting van dat orkest in 2011 aan dat orkest verbonden. Vlak na de première werd het ook in Tallinn uitgevoerd.
Orkestratie:
- 3 dwarsfluiten, 3 hobo’s, 3 klarinetten, 3 fagotten
- 4 hoorns, 3 trompetten, 3 trombones, 1 tuba
- pauken, 3 man/vrouw percussie, harp
- violen, altviolen, celli, contrabassen

Op 2 april 2022 ging Tüürs Symfonie nr. 10 in Berlijn in première.